# Фиш, Зенон-Леонард
Зенон-Леонард Фиш (пол. Zenon Fisz; 1820, с. Ключки близ Белыничи, Могилевская губерния, Российская империя — 1870, село Пруссы ) — польский писатель
, публицист, переводчик, журналист, путешественник, энциклопедист. Использовал псевдонимы — Тадеуш Падалица, Бенедикт Доленга).

## Биография
Родился в семье обедневшего шляхтича, арендатора из Галиции. В детстве родители переехали на восток. Сначала на Украину в с. Кочеров под Радомышлем, а затем в село Пруссы (ныне Михайловка) возле Смелы.
После учёбы несколько лет работал писарем в конторе.
С 1843 года жил в Санкт-Петербурге в качестве представителя дворянства Приграничьих земель, желавших документально подтвердить своё происхождение. Участвовал в спорах по местной геральдике.
В 1847 году вернулся из Санкт-Петербурга в село Прусы на Украине, где унаследовал от богатого дяди часть имения Каменный Брод под Радомышлем. Стал помещиком, обретя материальную независимость.
Весной 1850 года вместе с писателем Антонием Марцинковским и историком и географом Я. Котковским отправился в путешествие по Одессе и Крыму. В 1857—1858 годах путешествовал по Франции, Англии, Италии и Турции, откуда писал письма, опубликованные в польской печати.
Был полиглотом, свободно владел польским, русским, украинским и другими языками. В прессе начал социально-политическую и историческую полемику, выступая как против представителей официальной царской исторической школы (Н. Д. Иванышев, М. В. Юзефович), так и против зарождающихся тенденций украинских националистов (Николай Костомаров).
В журнале «Ateneum» был напечатан его первый исторический рассказ под заглавием «Noc Tarasowa», из времен гайдамачины; в 1844 г. в журнале «Pzegłąd naukowy» помещена его историческая трагедия «Konasewicz w Białogrodzie». В 1846 г. в Петербурге был издан первый том задуманного им собственного журнала под заглавием «Gwiazda». Под псевдонимом сотрудничал с 1851 г. в варшавских газетах и журналах «Dziennik Warszawski», «Biblioteka warszawska», «Kronika Wiadomości Krajowych i Zagranicznych» и «Gazeta Warszawska». Писал также в «Киевском телеграфе», «Вести» и других русских СМИ.
Был энциклопедистом, с 1859 по 1868 год писал статьи для 28-томной Всеобщей энциклопедии С. Оргельбранда. Его имя упоминается в первом томе 1859 г. в списке авторов этой энциклопедии. 

## Избранные произведения
- «Listy z podrozy» (1859, Вильна)
- «Opowiadania i krajobrazy» (там же, 1856).